# Bennie Blunder
Bennie Blunder of Bertje Blunder (Frans: Bertrand Labévue) is een stripfiguur uit de reeks Guust bedacht door André Franquin.
De naam Bennie Blunder wordt maar één keer gebruikt, later in de serie wordt hij Bertje Blunder genoemd.
Hij kan herkend worden aan zijn grote bril, grote voortanden en lang zwart haar. Samen met Joost-van-Smith-aan-de-overkant is hij een van Guusts beste vrienden. Daarnaast is hij ook de neef van Guust.
De drie vrienden samen vormen ook een bandje waarin Bert saxofoon speelt.
Net als zijn geestelijke vader is Bert ook regelmatig depressief, als dit gebeurt proberen Guust en Joost-van-Smith-aan-de-overkant hem op te vrolijken door onder andere een ritje met hem te maken, of door een soufflé voor hem te maken.